# 飯山敏道
飯山 敏道（いいやま としみち、1927年10月25日 - 2012年9月15日）は、日本の地球科学者。東京大学名誉教授。専門は鉱床学・岩石学。東京府生まれ。

## 経歴
1951年東京大学理学部地質学科卒業。1954年同大学院前期課程（旧制）修了、同理学部助手。1955年東京医科歯科大学歯科材料研究所助手。1957年同助教授となり、フランス政府給費留学生としてパリ大学理学部大学院博士課程入学。1959年フランス科学研究院（CNRS）副手となる。1960年パリ大学理学部博士課程修了、フランス国家理学博士。同年CNRS助手。1964年同助教授を経て、1970年同教授。1976年帰国し、東京大学理学部教授（地質学教室）となる。1987年千葉大学理学部教授となり、1993年停年退職。東京大学名誉教授。1994年－2002年国士舘大学教授。この間、東京大学評議員、同理学部附属地殻化学実験施設長、また千葉大学大学院自然科学研究科環境科学専攻長などの要職を勤めた。また1986－88年に資源地質学会会長。墓所は多磨霊園。

## 業績
岩石・鉱物について、主に室内実験を中心とする研究をおこない、またそれを鉱床の生成機構の解明に応用する研究をおこなった。特に合成実験に基づいて、岩石を構成する主要な鉱物である雲母や長石類について、固溶体の形成領域を明らかにし、また微量成分の結晶構造内における振る舞いや分布を明らかにした研究で知られる。また、日仏共同による深海潜水観察調査KAIKO計画を推進するなど、日仏両国の学術交流・大学院生交流に多大の貢献をした。これらの業績にたいし、1983年フランス・オルレアン大学名誉博士号を、1985年フランス国家功労勲章シュヴァリエを、1998年フランス国家功労勲章グラントフィシエを、2004年日本鉱物科学会から第20回渡邉萬次郎賞を、贈られている。また逝去後、2012年9月15日付で瑞宝中綬章を授与され、従四位に叙せられている。

## 著書・訳書
- 飯山敏道「鉱床学概論」、東京大学出版会、1989年、ISBN 4-13-062126-2 C3044 P3296E
- 飯山敏道「地球鉱物資源入門」、東京大学出版会、1998年、ISBN 978-4130607230
- 飯山敏道・河村雄行・中嶋悟「実験地球化学」、東京大学出版会、1994年、ISBN 978-4130607070
- 飯山敏道・ブノワフランス「フランスワインテロワール・アトラス―フランスぶどう畑大図鑑」、飛鳥出版、2005年、ISBN 9784900000995
- ロベール カンデル（著）・飯山敏道（訳）「気候の未来」、丸善、1993年、ISBN 978-4621038505

## エピソード
飯山は敬虔なカトリック信者であり、ヨハネの洗礼名を受けている。欧文の研究論文では、著者名として J.T. Iiyama を用いていた。